# Sirasso
Sirasso est une ville de la Région des savanes située au nord de la Côte d'Ivoire, dans le département de Korhogo dont elle est l'une des sous-préfectures.
Économiquement, Sirasso est une localité essentiellement agricole. On y cultive en grande quantité le coton, l'anacarde. Les cultures vivrières sont : l'igname, le riz, le maïs, l'arachide.
Les atouts agricoles et industriels de Sirasso sont l'abondance de l'eau, une végétation généreuse et des installations existantes de la Soderiz.